# Lonsdale (Arkansas)
Lonsdale es un pueblo ubicado en el condado de Garland en el estado estadounidense de Arkansas. En el Censo de 2010 tenía una población de 94 habitantes y una densidad poblacional de 84,4 personas por km².

## Geografía
Lonsdale se encuentra ubicado en las coordenadas 34°32′41″N 92°48′38″O / 34.54472, -92.81056. Según la Oficina del Censo de los Estados Unidos, Lonsdale tiene una superficie total de 1.11 km², de la cual 1.11 km² corresponden a tierra firme y (0%) 0 km² es agua.

## Demografía
Según el censo de 2010, había 94 personas residiendo en Lonsdale. La densidad de población era de 84,4 hab./km². De los 94 habitantes, Lonsdale estaba compuesto por el 94.68% blancos, el 3.19% eran afroamericanos, el 0% eran amerindios, el 1.06% eran asiáticos, el 0% eran isleños del Pacífico, el 0% eran de otras razas y el 1.06% pertenecían a dos o más razas. Del total de la población el 0% eran hispanos o latinos de cualquier raza.